# Otus megalotis
Филиппинская совка, или  Совка филиппинская (Otus megalotis (лат.)) — вид птиц рода совок семейства совиных. Подвидов не выделяют.

## Описание
Длина представителей данного вида составляет от 23 до 28 сантиметров, масса — от 180 до 310 граммов. Самка крупнее и примерно на тридцать граммов тяжелее самца. Оперение красной морфы от светло-красновато-коричневого до желтовато-коричневого. Низ серый с темными полосами и поперечными отметинами. Серая морфа имеет серо-коричневый цвет оперения. Глаза оранжево-коричневые.

## Питание
Рацион состоит из насекомых.